# Johnny Watson
Johnny "Guitar" Watson (Houston, Texas, 3. veljače 1935. – Yokohama, Japan, 17. svibnja 1996.), američki je glazbenik koji je svoju dugu karijeru obilježio razvojem bluesa, soula, ritam i bluesa, funka, rocka i hip hopa.

## Životopis
John Watson (Jr.) rođen je 3. veljače 1935. godine u Houstonu, Texas. Njegov otac John (Sr.) bio je pijanist i podučavao ga je sviranju instrumenta. Međutim mlađi John se već od rane dobi počeo interesirati za gitaru, a posebno ga je privlačio zvuk električne gitare što su ga izvodili T-Bone Walker i Clarence "Gatemouth" Brown.
Njegov djed osim što je bio propovjednik, bio je i glazbenik. Watson je često svirao gitaru dok je djed držao propovijed u crkvi. U to vrijeme često je svirao s teksaškim blues glazbenicima Albertom Collinsom i Johnnyjem Copelandom.
Roditelji mu se rastaju kada je navršio petnaest godine i on s majkom seli u Los Angeles. U svom novom gradu Watson je osvojio nekoliko lokalnih talent natjecanja, što mu je dalo priliku da se zaposli u jump blues stil sastavima, iako je još uvijek bio tinejdžer. U tim sastavima radio je kao pjevač, pijanist i gitarist. Ubrzo je postao poznat kao "Young John Watson", a nakon što je 1954. godine objavljen film Johnny Guitar, dobiva novi pseudonim Johnny "Guitar" Watson.
Johnny Watson bio je razmetljiva ali i vrlo zabavna osoba, koja je imala jeftini ukus za odjećom i divlju sposobnost privlačenja publike na pozornici. Njegovi "nasrtljivi" stilovi sviranja gitare, često su rezultirali pucanje žica i mijenjanjem istih na sceni.

## Diskografija

### Albumi
- 1957. Gangster of Love
- 1963. I Cried for You
- 1963. Johnny Guitar Watson [King]
- 1964. The Blues Soul of Johnny Guitar Watson
- 1965. Larry Williams Show with Johnny Guitar Watson
- 1967. Bad
- 1967. In the Fats Bag
- 1967. Two for the Price of One
- 1973. Listen
- 1975. I Don't Want to Be A Lone Ranger
- 1975. The Gangster Is Back
- 1976. Ain't That a Bitch
- 1976. Captured Live
- 1977. A Real Mother for Ya
- 1977. Funk Beyond the Call of Duty
- 1978. Giant
- 1978. Gettin' Down with Johnny "Guitar" Watson
- 1979. What the Hell Is This?
- 1980. Love Jones
- 1981. Johnny "Guitar" Watson and the Family Clone
- 1982. That's What Time It Is
- 1984. Strike on Computers
- 1985. Hit the Highway
- 1986. 3 Hours Past Midnight
- 1992. Plays Misty
- 1994. Bow Wow

### Singlovi
- 1975. "It's Too Late" / "Tripping"
- 1976. "I Need It" / "Since I Met You Baby"
- 1976. "Superman Lover" / "We're No Exception"
- 1977. "A Real Mother For Ya" / "Nothing Left To Be Desired"
- 1977. "It's A Damn Shame" / "Love That Will Not Die"
- 1977. "The Real Deal" / "Tarzan"
- 1978. "Master Funk" / "The Institute"
- 1978. "Miss Frisco" ("Queen Of The Disco") / "Tu Jours Amour"
- 1978. "I Need It" / "Superman Lover"

## Vanjske poveznice
- Soulwalking.co.uk - Johnny "Guitar" Watson
- Discogs.com - Diskografija Johnnyja "Guitar" Watsona